# الدوري البلغاري الممتاز 1951
الدوري البلغاري الممتاز 1951 (بالبلغارية: „А“ група 1951)‏ هو الموسم 27 من الدوري البلغاري الممتاز. أقيم خلال الفترة 25 مارس 1951 وحتى 14 أكتوبر 1951، وأشرف على تنظيمه اتحاد بلغاريا لكرة القدم، وكان عدد الأندية المشاركة فيه 12، وفاز فيه سسكا صوفيا.